# Parazytoidy

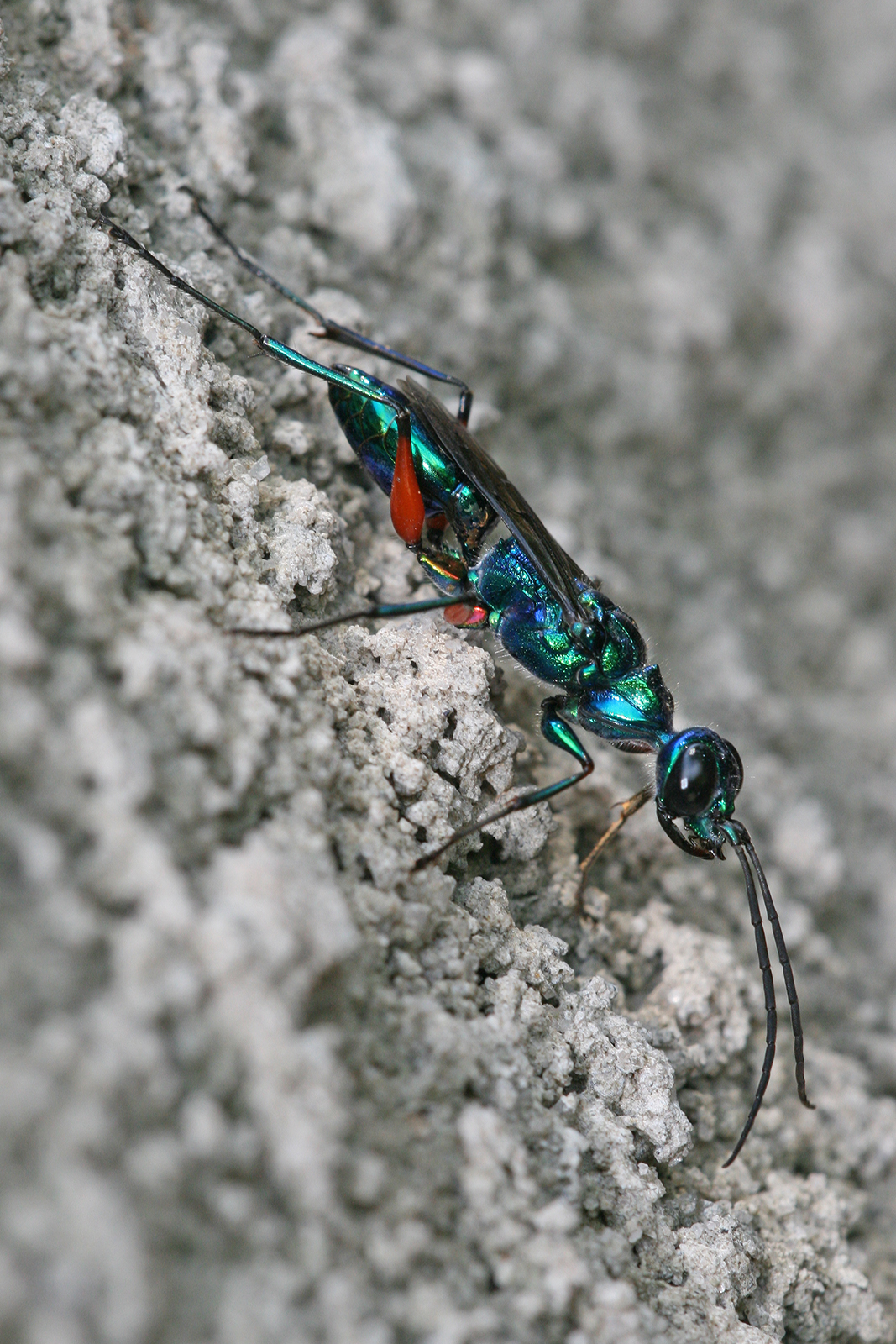
Osa szmaragdowa (Ampulex compressa) - przykład parazytoida karaluchów. Postać dorosła, wolno żyjąca

Parazytoidy – organizmy (takie jak owady, roztocze lub rośliny) pasożytujące na innych organizmach, niekiedy zabijające swego żywiciela. Czasami nazwą parazytoid określany jest czasowy pasożyt.
Są to organizmy pośrednie między drapieżcami a pasożytami, w pewnym stadium rozwoju wchodzące z innym gatunkiem w oddziaływania o charakterze antagonistycznym (pasożytnictwo larwalne). Wówczas parazytoid (owady, głównie z rzędu muchówek i błonkoskrzydłych) składa swoje jaja w ciele owada innego gatunku. Larwy są pasożytami – żywią się ciałem gospodarza nie pozbawiając go życia przed przepoczwarczeniem. W odróżnieniu od większości drapieżców parazytoidy mogą wykazywać wysoką specjalizację.
Parazytoidy są wykorzystywane do biologicznego zwalczania szkodników.